# Suore francescane di San Luigi Gonzaga
Le Suore francescane di San Luigi Gonzaga (in inglese Franciscan Sisters of Saint Aloysius Gonzaga; sigla F.S.A.G.) sono un istituto religioso femminile di diritto pontificio.

## Storia
La congregazione fu fondata nel 1750 a Pondicherry dal missionario gesuita Michele Ansaldo per la cura degli orfani.
Papa Leone XIII concesse all'istituto l'aggregazione al Terz'ordine regolare di San Francesco il 18 luglio 1886. L'attività delle suore fu geograficamente limitata a Pondicherry fino al 1929, quando iniziarono ad aprire case in altre zone dell'India.

## Attività e diffusione
Le suore si dedicano all'educazione della gioventù femminile, alla cura degli orfani, all'assistenza ai malati e al lavoro sociale.
Oltre che in India, sono presenti in Austria, Birmania, Germania e Italia; la sede generalizia è a Pondicherry.
Alla fine del 2015 l'istituto contava 792 religiose in 139 case.